# دين أوبراين
دين أوبراين (بالإنجليزية: Dean O'Brien)‏ هو لاعب كرة مضرب جنوب أفريقي، ولد في 15 مايو 1990 في جوهانسبرغ في جنوب أفريقيا.

## وصلات خارجية
- دين أوبراين على موقع رابطة محترفي التنس (الإنجليزية)
- دين أوبراين على موقع الاتحاد الدولي لكرة المضرب (الإنجليزية)
- دين أوبراين على موقع كأس ديفيز (الإنجليزية)
- دين أوبراين على موقع خلاصة التنس.كوم (الإنجليزية)